# Лонгин Подбипента

Герб Зервикаптур

Лонгин Подбипента (Лонгинус Подбипятка, Подбейпята) (пол. Longinus Podbipięta) герба Зервикаптур (род. ок. 1603—1649) — вымышленный герой исторического романа «Огнём и мечом» польского писателя Генрика Сенкевича.
Представитель литовской шляхты, носил огромный рыцарский меч Зервикаптур (в некоторых русских переводах «Сорвикапюшон», «Сорвишапка» или «Сорвиглавец»), доставшийся ему от его предка Стовейки Подбипенты, который по легенде одним взмахом срубил головы трём тевтонским рыцарям в битве под Грюнвальдом. За этот подвиг Стовейко был награждён гербом с тремя козьими головами. На самом же деле, герб, который был по роману дарован роду Подбипента, существовал и до Грюнвальдской битвы. Бартош Папроцкий в своём генеалогическом труде «Herby rycerstwa polskiego» упоминает некого Дрогослава герба Зервикаптур, основателя деревни Козегловы в 1106 г. Лонгин Подбипента перед образом Девы Марии поклялся повторить подвиг своего предка и срубить в битве три головы одним ударом.
Внешне Лонгин описывается как человек чрезвычайно высокий и худой.

Хотя весь он был кожа да кости, широкие плечи и жилистая шея свидетельствовали о необычайной силе. На удивление впалый живот наводил на мысль, что человек этот приехал из голодного края, однако одет он был изрядно — в серую свебодзинского сукна, ладно сидевшую куртку с узкими рукавами и в высокие шведские сапоги, начинавшие на Литве входить в употребление. Широкий и туго набитый лосевый пояс, не имея на чем держаться, сползал на самые бедра, а к поясу был привязан крыжацкий меч, такой длинный, что мужу тому громадному почти до подмышек достигал.
— Г. Сенкевич. «Огнём и мечом» (пер. А. И. Эппель).
Глубоко религиозный человек. Дал обет безбрачия до выполнения клятвы.
В чигиринской корчме Ян Заглоба  знакомит его с Яном Скшетуским, главным героем романа. Вместе с Скшетуским они отбывают в Лубны, где Подбипента влюбляется во фрейлину Анусю Борзобогатую. Не может жениться на ней из-за своего обета, поэтому стремится скорее выполнить клятву и принимает участие в битвах под Пилявцами, Замостьем и Збаражем. При обороне Збаражского замка выполняет клятву, но погибает от рук татар при попытке выйти из окружения с посланием королю Яну Казимиру. Похоронен в Збараже.

## В культуре
- В художественном фильме «Огнём и мечом» режиссёра Ежи Гофмана роль Лонгина Подбипенты исполняет польский актёр Виктор Зборовский.
- Песня «Pan Podbipięta» авторства польского барда Яцека Качмарского.